# Грујићи
Илићи и Грујићи воде порекло од смедеревског војводе Вулета Илића Коларца, команданта смедеревског града и његовог брата Грује Илића. Њихов унук је генерал Сава Грујић, председник министарског савета (владе) и државног савета и посланик.

## Порекло
Илићи—Грујићи су пореклом из сјеничког краја, одакле су се доселики у Коларе у подунавској кнежини смедеревске нахије.

## Војвода Вуле Илић-Коларац, командант смедеревског града
Вуле Илић Коларац (1776 — 1834) био је српски војни командант који се борио против Османлија током Првог српског устанка. Рођен је у селу Колари у Смедереву. У јавности је био познат по свом завичајном презимену — Коларац. Илић је био хајдук Станоја Главаша који је помогао у ослобађању заробљених српских кнезова Илије Бирчанина и Алексе Ненадовића и један од предводника Карађорђеве одбране капије Београда 1806. године.

## Ратни стаж Вулета Илића
Карађорђе Петровић је, 14. фебруара 1804. године, у Орашацу, изабран за вођу Првог српског устанка, а том догађају присуствовао је и Вуле Илић. Вуле Илић, као и сви водећи људи Србије који су стали уз Ђорђа Петровића и градили државу, према њемачком историчару Хансу Михаелу Мидлиху били су угледни, часни, паметни, имућни, рјечити и родољубиви.
У јулу 1806. године борио се у Бици код Делиграда; турски паша Ибрахим наредио је свом команданту да одмах оде у Делиград са 16.000 војника и заузме град. Шаит-паша, потцјењујући квалитет утврђења, вјерујући у своју војну снагу, стигао је 13. јула, са само 4.000 војника. Станоје Главаш и Вуле Илић са својим хајдучким групама напали су непријатеља и натјерали га да се повуче.
Најзначајнија битка у његовој ратној историји је ослобађање "Стамбол капије", односно Београда. Четири групе распоређене на различите дијелове Београда предводили су Милоје Петровић, Сима Марковић, Васа Чарапић, Станоје Главаш и Вуле Илић. Његовим и дјеловањем осталих група брањење капије Београда те године био је историјски чин успостављања пуног државног легитимитета. Битка за Суводол 1809. године изњедрила је сво лукавство и памет Вулета Илића. У борби са, већином албанским војницима, Коларац је на турском узвикнуо „Наше снаге су се повукле”, што је унијело немир у Нуман Пашине војнике који су се повукли, а српска војска заузела ово подручје.

## Породица
Према неким изворима, био је ожењен Јеленом, робињом коју је спасио из турског харема. Војвода Илић је дио живота провео у Русији са кћерком Милицом која је била супруга предсједника 16. владе Србије, министра унутрашњих послова, државног савјетника, кнежевог ађутанта предсједника Касационог суда Цветка Рајовића.
Његов потомци били су Рајовићи, Јовановићи, Месаровићи и Николићи од којих је најпознатији генерал Радиша Ј. Николић.

### Рајовићи

#### Полковник Цветко Р. Рајовић (1793—1873), кавалир, књажевски представник (председник владе), попечитељ
Милица, кћерка војводе Вула Илића била је удата за Цветка Рајовића (1793-1873), председника 16. владе Србије, министра (попечитеља) унутрашњих послова, државног саветника, кнежевог ађутанта, председника Касационог суда. Рајовићи су из Вуковића код Требиња, где је и рођен Цветко Рајовић. Због неспоразума са Турцима, прешли у Глоубовиће у Паштровићима. Имао је брата Стевана, трговца у Ријеци, као и брата Петра трговца у Земуну. Цветко Рајовић се 1811. пријавио у регуларну војску у Београду, где је након обуке под руководством руских официра напредовао до наредничког чина. Радио је и живео у Земуну, Трсту, Венецији, Одеси и Београду. Трговао је у Београду са братом, одакле је прешао у службу код кнеза Милоша..
Породица
Био је ожењен Аном, ћерком Карађорђева секретара Јанићија Ђурића са којом је имао синове Драгомира и Николу .Са другом женом Милицом Илић ћерком војводе Вула Илића Коларца је имао две кћерке Драгу(Драгиња) и Катарину Рајовић.
- Драгомир Рајовић
- Никола Рајовић, официр
- Драгиња(Драга) је била удата за пуковника Антонија Орешковића
- Катарина је била удата за мајора Евгенија Калинић-а, кнежевог ађутант (1839—1876), рођеног је у Карловцу у Аустрији (Хрватска) 2. маја 1839. године, који је погинуо српско-турском рату 1876. године.

#### Капетан Никола Ц. Рајовић
Никола Рајовић је био официр у пратњи је кнеза Милоша 1860. године.

#### Драгомир Цв. Рајовић (1836—1911), државни саветник, потпредседник Н. скупштине
Драгомир Цв. Рајовић, државни саветник, завршио је школе у иностранству.
Драгомир Рајовић имао је кћерке Аницу,Милку, Драгу, Љубицу и Станојку.

##### др Марко Николић
Аница, кћерка Драгомира Рајовића била је удата за др Марка Николића.
Имали су децу: Вељка, Јелену, Ивана и Драгомира Николића.

##### Јовановићи
Милка, кћерка Драгомира Рајовића била је удата Јована Ж. Јовановића.
Имали су децу: Ружицу, Даницу и Зорку Јовановић.

##### Месаровићи
Драга, кћерка Драгомира Рајовића била је удата Николу Месаровића.

##### Пешадијског бриг. генерал Радиша Ј. Николић
Љубица Рајовић, кћерка Драгомира Ц. Рајовића, била је удата за пешадијског бригадног генерала Радишу Ј. Николића (1879- ? ), сина Јеврема и Јелене Николића, ађутанта краља (1920), команданта главне ауто-команде (1927—29). Истакнути „белорукац“..
Пешадијски бригадни генерал Радиша Ј. Николић и Љубица Рајовић имали су Јеврема и Јелену. Становали у Жоржа Клемансоа 10.

##### Станојка Д. Рајовић
Станојка Д. Рајовић, кћерка Драгомира Рајовића није се удавала. Код ње су била документа, записи Цветка Рајовића.

#### Никола Ц. Рајовић
Никола Ц. Рајовић, син Цветка Рајовића и Милице Илић, био је официр, у пратњи књаза Милоша 1860.

#### Орешковићи

##### Пуковник Антоније Орешковић (1829—1906)
Драга Рајовић, кћерка Цветка Рајовића и Милице, кћерке војводе Вула Илића Коларца, била је удата за пуковника Антонија Орешковића (7/1/1829 - 14/12/1906), сина граничарског официра Вука Орешковића из официрске породице Орешковић, чији један огранак се порумунио и узео презиме Ауреску. Орешковићи су породица Михаила Орешковића од Прозора и његове браће генерала Томе Орешковића, Данијела и Илије Орешковића. На грбу Орешковића у горњем пољу налазе се две одсечене турске главе са турбанима
Пуковник Антоније В. Орешковић био је пријатељ кнеза Михаила. Орешковићевом заслугом, а на предлог кнеза Михаила, у циљу унапређивања српске војске, доведени су у Србију и други граничарски официри Бинички, Оптркић, Ђура Хорватовић, Евгеније Калинић.
Евгеније Калинић се оженио Катарином Рајовић, па је постао пашеног Орешковићу. 
У ратовима 1878, пуковник Антоније Орешковић, био је шеф штаба Дринске војске, командант дивизије према Куршумлији, тј. Косовској Митровици. 
Због неслагања са Краљем Миланом и држања стране краљици Наталији, није унапређен у генерала, већ пензионисан 1889.
Каљица Наталија је Антонију Орешковићу поклонила свој двор у Смедереву са земљом од тридесет хектара, виноградом и парком у коме је било игралиште за тенис и крикет, вероватно прво на Балкану, као и цео намештај, слике, библиотеку, сребро за више стотина особа итд, што је вредело милион динара у злату. Двор и имање су похарани за време I св.рата од стране окупатора а нарочито после II св.рата када је дошла комунистичка власт која је одузела имање од породице Орешковић.
Синови пуковника Антонија Орешковића и Драге Орешковић, рођ. Рајовић су Милан и Боривоје Орешковић, а кћерке Милица и Ружица. Боривоје је завршио правни факултет и био адвокат краљице Наталије а Милан је завршио агрономију у француској и специјализацију на виноградрарству. Милица, до удаје за Михаила Цукића а касније Ружица су биле дворске даме. Ружица све до Наталијене смрти,када се пред рат враћа у Србију.
Боривоје А. Орешковић (4.03.1871-28.05.1949) син пуковника Антонија Орешковића, адвокат, заступао је краљицу Наталију у Србији.Није се женио, без порода. Умро 1949 од туге и немоћи да сачува `Краљев Виноград` у Смедереву који је са све кућом, винским подрумом, намештајем и свим осталим што се затекло на имању-одузет и прешао у државно власништво.

##### Милан А. Орешковић
(13.05.1880-27.01.1956)
Милан А. Орешковић син пуковника Антонија Орешковића.
Школован у Француској, завршио агрономију-виноградарство. Цео свој живот је посветио винограду у Смедереву, који је наследио од оца. Увео прву противградну одбрану у Србији и Балкану. Био ожењен Милицом рођ. Ђукановић од оца Младена и мајке Ангелине. Имао сина Мирослава и кћерку Ружицу (удата за Радивоја С.Савића имала два сина Ђорђе и Светолика).

##### Милица Цукић рођ. Орешковић
(20.09.1876-21.10.1907)
Милица Орешковић, кћерка пуковника Антонија Орешковића, унука Цветка Рајовића и праунука војводе Вула Илића Коларца, била је удата за Михаила Мишу Цукића, начелника Министарства иностраних дела, сина Косте Цукића, министра, унука Петра Цукића и праунука војводе Павла Цукића и војводе Петра Николајевића Молера. Милош Цукић имао је браћу Николу и Петра Цукића и сестре Јелену Цукић удату за Ристу Данића, дипломату и другу удату за Стојана А. Симића.
Милица Цукић, рођ. Орешковић била је дворска дама и блиска пријатељица краљице Наталије, чије место је после смрти заузела њена сестра Ружица Орешковић, која је остала уз краљицу до њене смрти 1941. Кћерка Милице Цукић, Наталија,такође је била уз краљицу са којом је заједно прешла у католичку веру и постала католичка калуђерица..

###### Костантин М. Цукић
(01.09.1907 - 12.02.1983)
Син Милице(Орешковић) и Миаила Цукића се звао Костантин (по деди), правник, дипломата, био је ожењен са Јованком(Беца)Рибникар(отац Владислав Ф. Рибникар, мајка Милка Чолак-Антић ).
Службовао је као секретар Југословенског краљевског посланства у Ватикану, где га је затекао почетак 2св.рата.
После рата, узима француско држављанство и наставља службовање у дипломатији али за француску државу(Перу, Израел...)Коста и Беца нису имали деце, обоје су умрли у француској где су и сахрањени.

##### Ружица Орешковић
Ружица Орешковић, кћерка пуковника Антонија Орешковића и Драге Орешковић, рођ. Рајовић, није се удавала. После удаје њене сестре Милице Цукић, рођ. Орешковић, заузела је сестрино место поред изгнане краљице Наталије Обреновић. 
Каљица Наталија је Орешковићима поклонила свој двор у Смедереву са земљом од тридесет хектара, виноградом и парком у коме је било игралиште за тенис и крикет, вероватно прво у Србији, као и цео намештај, слике, библиотеку, сребро за више стотина особа итд, што је вредело милион динара у злату. Двор и имање су похарани за време Iсв.рата од стране окупатора а нарочито после IIсв.рата када је дошла комунистичка власт када је двор и виноград-цело имање одузето подорици Орешковић.

#### Калинићи
Катарина Рајовић, кћерка Цветка Рајовића и Милице, кћерке војводе Вула Илића Коларца била је удата за пуковника Евгенија Калинића, професора, кнежевог ађутанта, бившег аустријског официра који је прешао у Србију и погинуо у српско-турском рату 1876. године.

##### Пуковник Евгеније Калинић (1839—1876)
Пуковник Евгеније Калинић, кнежев ађутант (1839—1876), рођен је у Карловцу у Аустрији (Хрватска) 2. маја 1839. године. Био је аустријски официр, пре него што је прешао у српску војску. Био је и професор. Погинуо је у српско-турском рату на планини Јавор 21. јула 1876. Био је ожењен Катарином Рајовић, кћерком Цветка Равојића и Милице кћерке смедеревског војводе Вула Илића.

## Подвојвода Груја Илић Коларац
Груја Илић Коларац, брат војводе и команданта смедеревског града Вула Илића Колараца, био је његов помоћник, подвојвода.

### Димитрије Грујић
Димтрије Грујић син Грује Илића Коларца и братанац војводе Вула Илића Коларца имао је сина Саву Грујића.

### Генерал Сава Д. Грујић
Унук војводе Вула Илића Коларца, односно његовог брата и помоћника Грује Илића, а син Димитрија Грујића, генерал Сава Грујић, председник министарског света (владе) краљевине Србије пет пута (36, 39, 43, 55, 58. влада), министар иностраних послова, председник државног савета и посланик у Петрограду и Цариграду.
Генерал Сава Грујић био је ожењен Милицом Магазиновић, чија је сестра Лепосава била удата за министра Светозара Милосављевића.
Генерал Сава Грујић је са Милицом Магазиновић имао кћерку Ангелину. После смрти прве супруге оженио се Милицом Радовановић са којом је имао синове коњичког капетана Бору Грујића и капетана Алека Грујића и кћерке Марију удату за коњичког дивизијског генерала Војина Чолак-Антића и Олгу, дворску даму, удату за проф. др Миливоја Лозанића, сина проф. др Симе Лозанића, министра и академика.

### Коњички капетан Бора С. Грујић
Коњички капетан Бора Грујић је са Станом Крстић, кћерком Стевана и Јованке Крстић имао сина Саву Грујића и кћерку Сену удату за Сташка Куманудија.

#### Сава Б. Грујић
Сава Б. Грујић, син коњичког капетана Боре Грујића живео је у емиграцији.

### Капетан Александар С. Грујић (-1911)
Капетан Александар Алек С. Грујић, син генерала Саве Грујића и Милице Магазиновић. Умро је 9. марта 1911.

### Чолак-Антићи
Кћерка генерала Саве Грујића и праунука војводе Вула Илића Коларца Марија Мара била је удата за коњичког дивизијског генерала Војина Чолак-Антић, праунука војводе Чолак Анте Симеоновића,. Синови коњичког дивизијског генерала Војина Чолак-Антића (1877—1944), а потомци војводе Вула Коларца су коњички мајор Илија Чолак-Антић (1905-1973, коњички мајор Грујица Чолак-Антић (1906—1967) и коњички потпуковник Петар Чолак-Антић (1907—1964).
Илија Чолак-Антић има сина Војина (1930—2007), који има сина Илију, (1971). Грујица Чолак-Антић има ћерку Мару, (1939), која има сина Предрага (1971) и унуке: Уроша и Тамару. Петар Чолак-Антић има два сина Бошка, (1931) и Славка (1934—2011). Бошко има ћерку Тијану (1962), сина Војина (1965) и ћерку Јелену (1983). Тијана има сина Стевана (1997), а Војин сина Ивана (1994) и ћерку Милу (1997). Славко има сина Александра (1968).

### Лозанићи
Кћерка генерала Саве Грујића и праунука војводе Вула Илића Коларца Олга Лозанић рођ. Грујић, дворска дама, била је удата за проф. др Миливоја Лозанића, син проф. др Симе Лозанића, министра. Имали су кћерке Станку и Милицу.

#### Мејтленди, ерлови од Лодердејла
Станка Лозанић, кћерка др Миливоја Лозанића удата је за Патрика Мејтленда, старешину шкотског братства Мејтленд, ерла од Лодердејла.
Имају четворо деце.

## Породичне куће и имања
Кућа Цветко Рајовић, кнежевског представника, зета војводе Вула Илића Коларца, налази се на углу Узун-Миркове улице и улице Тадеуша Кошћушка, код Калемегдана. У овој кући и њеним помоћним објектима налазила се једно време гимназија „реалка“, а сада је у њој смештен Педагошки музеј у Београду. Своју стару кућу у Призренској улуци је даровао кћерци Драги када се удала за Пук. Антоније Орешковића
Генерал Сава Грујић имао је више винограда на Топчидерском брду, данас Дедињу, где су касније зидане куће.

## Сродство
Потомци и сродници Илића, односно Грујића су Цукићи, Чолак-Антићи, Лозанићи, преко Цукића Петронијевићи, Симићи и Данићи (који су у сродству са Гарашанима), са Магазиновићима, Куманудијима, Караматама, а од страних породица са Мејтлендима, наследним старешинама истоименог шкотског братства, ерловима од Лодердејла и др.